# Andravola Vohipeno
Andravola Vohipeno – gmina na Madagaskarze, w regionie Vakinankaratra, w dystrykcie Ambatolampy. W 2001 roku zamieszkana była przez 5 215 osób. Siedzibę administracyjną stanowi miejscowość Andravola Vohipeno.